# Circondario di Stendal
Il circondario di Stendal (in tedesco Landkreis Stendal) è uno dei circondari del Land tedesco della Sassonia-Anhalt.

## Geografia antropica

### Suddivisioni amministrative
(Abitanti il 31 dicembre 2022)
Comuni (Einheitsgemeinden)
1. Bismark (Altmark), città (7 909)
2. Havelberg, città (6 465)
3. Osterburg (Altmark), città (9 580)
4. Stendal, città (39 105)
5. Tangerhütte, città (10 599)
6. Tangermünde, città (10 283)

Comunità amministrative (Verbandsgemeinden)

- Verbandsgemeinde Arneburg-Goldbeck

1. Arneburg, città (1 447)
2. Eichstedt (Altmark) (861)
3. Goldbeck (1 398)
4. Hassel (925)
5. Hohenberg-Krusemark (1 196)
6. Iden (754)
7. Rochau (989)
8. Werben (Elbe), città (957)

- Verbandsgemeinde Elbe-Havel-Land

1. Kamern (1 202)
2. Klietz (1 786)
3. Sandau (Elbe), città (829)
4. Schollene (1 095)
5. Schönhausen (Elbe) (2 094)
6. Wust-Fischbeck (1 201)

- Verbandsgemeinde Seehausen (Altmark)

1. Aland (1 344)
2. Altmärkische Höhe (1 813)
3. Altmärkische Wische (847)
4. Seehausen (Altmark), città (4 773)
5. Zehrental (839)